# نعمت‌الله آغاسی
نعمت‌الله آزموده با نام هنری آغاسی (۲۹ تیر ۱۳۱۸ – ۱۴ آبان ۱۳۸۴) بازیگر و از خوانندگان موسیقی عامه‌پسند و کوچه‌بازاری اهل ایران بود.

## اوایل زندگی

آغاسی در ۲۹ تیر ۱۳۱۸ در اهواز از پدری اصفهانی (اصالتا گزبرخوار) و مادری دزفولی به دنیا آمد. با وجود اینکه برادرش فرهنگی بود، تحصیل را ناتمام گذاشت و با کارگری کسب درآمد می‌کرد. به ورزش علی‌رغم نقص حرکتی که داشت در باشگاه تاج اهواز ادامه می‌داد و در دوران جوانی به خواندن آواز گرایش پیدا کرد.
طبق گفته خودش در یک اجرای زنده در اصفهان، ردیفهای آوازی را نزد استادان اصفهانی همچون جلال تاج اصفهانی و اکبر دولت‌آبادی آموخت.

## شروع فعالیت
آغاسی با خواندن آهنگ‌های آمنه و لب کارون در سالن‌های موسیقی لاله‌زار تهران علاقه‌مندان زیادی پیدا کرد. از یادگاری‌های او شیوهٔ رقص بندری او است که با چرخاندن دستمالی سفید انجام می‌داد. او پس از اجراهای موفق در لاله‌زار نخستین خوانندهٔ لاله‌زار بود که صدای او از رادیو و تلویزیون ملی ایران پخش شد.

## زندگی خصوصی
آغاسی از دو ازدواج خود هفت فرزند و پنج نوه داشت. از فرزندان او به نام‌های علیرضا، احد و داود، اکنون به خوانندگی به سبک و سیاق پدرشان فعال هستند. علیرضا در امارات متحده عربی و داود در ترکیه زندگی می‌کنند.
همسر اول وی شهلا آغاسی در ۵ تیر ۱۴۰۲ درگذشت.

## فعالیت سینمایی
آغاسی به دعوت منوچهر نوذری به سینما راه یافت و در کارنامهٔ سینمایی اش نه فیلم را ثبت کرده است.
این فیلم‌ها عبارت‌اند از:
- یکی خوش صدا، یکی خوش دست (۱۳۵۶)
- خدا قوت (۱۳۵۶)
- فراش باشی (۱۳۵۴)
- بنده خدا (۱۳۵۳)
- نعمت نفتی (۱۳۵۲)
- فاتح دل‌ها (۱۳۵۱)
- خیلی هم ممنون (۱۳۵۱)
- ایوالله (۱۳۵۰)
- جعفر و گلنار (۱۳۴۹)

## آخرین کنسرت آغاسی

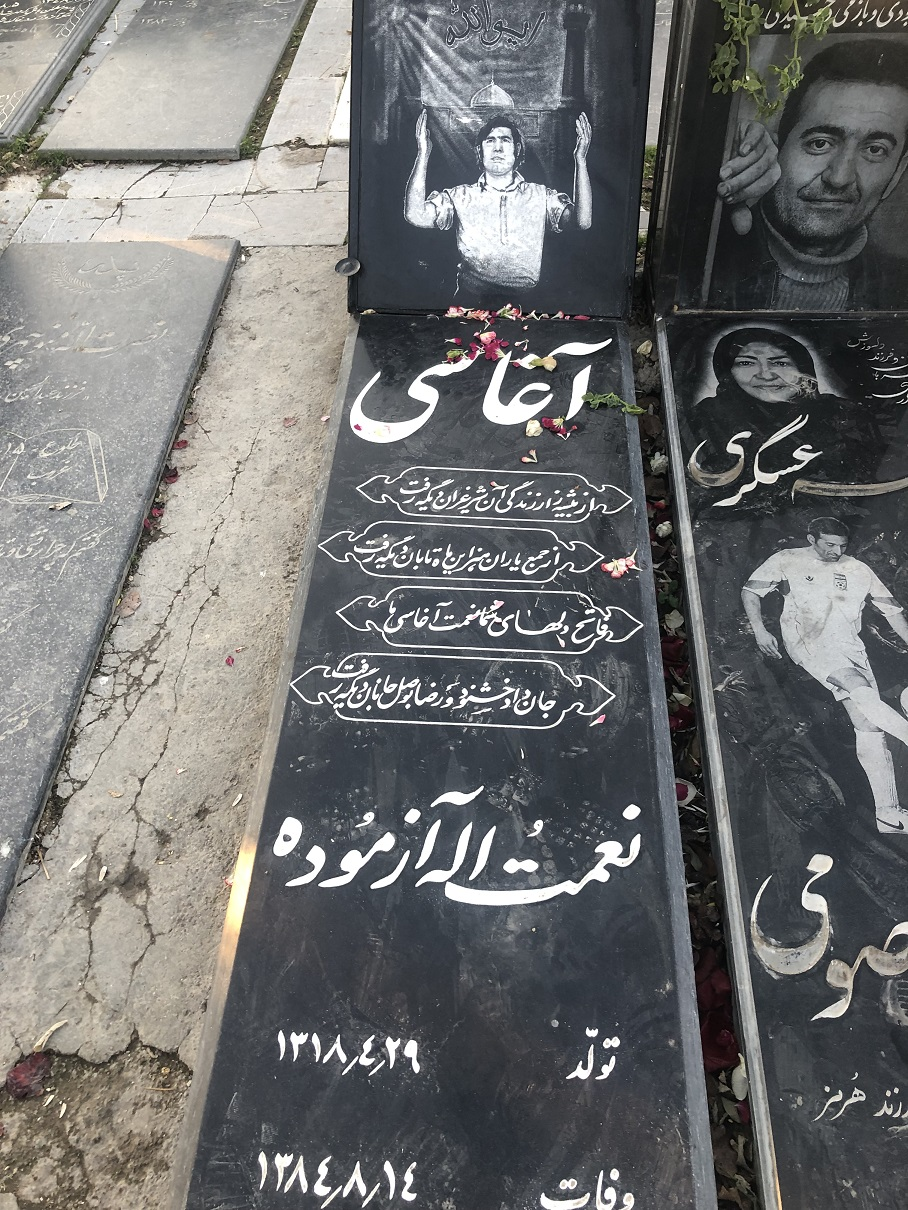
آرامگاه آغاسی

آغاسی دو سال قبل از فوت برای اولین بار پس از انقلاب اجازه یافت تا به تئاتر پارس در لاله‌زار، جایی که فعالیت هنری خود را آغاز کرد بازگردد و روی صحنه آواز بخواند. این برنامه چنان مورد استقبال قرار گرفت که مردم، خیابان لاله‌زار را بستند و همین (استقبال) سبب شد که دوباره جلوی خواندن او را بگیرند.

## درگذشت
آغاسی ۱۴ آبان ۱۳۸۴ بر اثر سکته مغزی در کرج در سن ۶۶ سالگی درگذشت و در آرامستان امامزاده طاهر به خاک سپرده شد.

## نگارخانه

## ترانه‌شناسی

### آمنه
| نام ترانه     | ترانه‌سرا        | آهنگساز         | تنظیم           |
| ------------- | --------------- | --------------- | --------------- |
| با تو قهرم    | بامداد جویباری  | محمد نوری       |                 |
| چه گلی کاشتی  | بامداد جویباری  | محمد نوری       |                 |
| دختر همسایه   | عبدالله الفت    | محمد عبدالصمدی  |                 |
| دور از یارانم | جهانبخش مهموری  | ناصر تبریزی     |                 |
| آمنه          | احمد مهدی       | ناصر تبریزی     |                 |
| گلی جون       | نصرالله ریاح‌پور | ناصر آهنیان‌مقدم |                 |
| زیبای بندر    | بندری           | بندری           | ناصر آهنیان‌مقدم |
| سهیلو         | علی ناصری       | ناصر آهنیان‌مقدم |                 |
| نازت کنم      | جهانبخش مهموری  | ناصر تبریزی     |                 |
| هر شب میایی   | جهانبخش مهموری  | ناصر تبریزی     |                 |
| رسوای یار     | مسعود هوشمند    | حسین واثقی      |                 |
| آسمون         | محمدعلی شیرازی  | همایون خرم      |                 |

### بت‌پرست

| نام ترانه       | ترانه‌سرا       | آهنگساز         | تنظیم       |
| --------------- | -------------- | --------------- | ----------- |
| از تو سیر نمی‌شم | رضا شمسا       | ناصر تبریزی     |             |
| نامه            | حسین تقی‌نیا    | حسین تقی‌نیا     |             |
| گوش به زنگ      | رضا شمسا       | ناصر تبریزی     |             |
| جدایی           | خشایار         | رشید مرادی      |             |
| دختر دایی       | رضا شمسا       | ناصر آهنیان‌مقدم |             |
| بت‌پرست          | بامداد جویباری | حسنی صالحی      | ناصر تبریزی |

### لب کارون
| نام ترانه         | ترانه‌سرا        | آهنگساز          | تنظیم      |
| ----------------- | --------------- | ---------------- | ---------- |
| سنگ‌تراش           | علی فخاری       | یدالله بدر       | یدالله بدر |
| لب کارون          | جهانبخش مهموری  | ناصر آهنیان مقدم | امیر بدخش  |
| گل پونه           | رضا شمسا        | حسین واثقی       | امیر بدخش  |
| لیلی              | بامداد جویباری  | محمود حجازی      | امیر بدخش  |
| خواستگار          | ایرج جنتی عطایی | حسین واثقی       | امیر بدخش  |
| گوش به زنگ        | رضا شمسا        | ناصر تبریزی      | امیر بدخش  |
| انتظار            | بامداد جویباری  | ناصر آهنیان مقدم | امیر بدخش  |
| شیلا              | بابک رادمنش     | بابک رادمنش      | امیر بدخش  |
| مرو با دیگری      | بامداد جویباری  | ناصر تبریزی      | امیر بدخش  |
| الهی امشب صبح نشه | نصرالله ریاح‌پور | بابک رادمنش      | امیر بدخش  |

### خدا را خوش نمیاد
| نام ترانه        | ترانه‌سرا       | آهنگساز          | تنظیم       |
| ---------------- | -------------- | ---------------- | ----------- |
| سودابه           | سعید مهناویان  | سعید مهناویان    |             |
| بلای جون         | سعید مهناویان  | سعید مهناویان    |             |
| بی‌پناه           | سعید مهناویان  | سعید مهناویان    |             |
| حاجی فیروز       | سعید مهناویان  | سعید مهناویان    |             |
| ننه نعمت         | رضا شمسا       | حسین واثقی       |             |
| نشکن نشکن        | رضا شمسا       | محمود حجازی      |             |
| خطا              | رضا شمسا       | محمود حجازی      |             |
| غم               | فروغ           | حسین واثقی       |             |
| با تو قهرم       | بامداد جویباری | محمد نوری        |             |
| میخونه‌چی         | رضا شمسا       | ناصر تبریزی      |             |
| گوش به زنگ       | رضا شمسا       | ناصر تبریزی      |             |
| آخرین نگاه       | بامداد جویباری | حسنی صالحی       | ناصر تبریزی |
| خدا را خوش نمیاد | علی ناصری      | ناصر آهنیان مقدم |             |
| خیلی هم ممنون    | علی ناصری      | ناصر آهنیان مقدم |             |
| اخماتو وا کن     | رضا شمسا       | ناصر تبریزی      |             |
| دل آزاد          | رضا شمسا       | حسین واثقی       |             |
| ستاره            | رضا شمسا       | محمود حجازی      |             |
| قلب بی آرام      | جهانبخش مهموری | قاسم رئیس‌نژاد    |             |
| شراره غم         | جهانبخش مهموری | قاسم رئیس‌نژاد    |             |
| افسانه           | بامداد جویباری | ناصر تبریزی      |             |
| عشق بی فرجام     | جهانبخش مهموری | ناصر آهنیان مقدم |             |
| قطره اشک         | بامداد جویباری | ناصر آهنیان مقدم |             |
| انتظار           | بامداد جویباری | ناصر آهنیان مقدم |             |
| کاشکی            | محمد زرگر      | ناصر آهنیان مقدم |             |
| نامهربون         | محمد زرگر      | ناصر آهنیان مقدم |             |

### می‌خوام برم به اهواز
| نام ترانه         | ترانه‌سرا         | آهنگساز         | تنظیم           |
| ----------------- | ---------------- | --------------- | --------------- |
| دلم می‌خواد        | خانم پرتو        | خانم پرتو       |                 |
| مریم              | ایرج امیرنظامی   | ایرج امیرنظامی  |                 |
| عروسی             | محلی دزفولی      | محلی دزفولی     |                 |
| یادم کن           | فریدون خشنود     | عارف ابراهیم‌پور | عارف ابراهیم‌پور |
| دختر خوشگل        | رحمان شکوفه‌پور   | عارف ابراهیم‌پور | عارف ابراهیم‌پور |
| با یه تیر دو نشون | نصرالله ریاح‌پور  | امیرهوشنگ فتحی  | امیرهوشنگ فتحی  |
| هم فال و هم تماشا | ابوالفضل ادبی    | امیرهوشنگ فتحی  | امیرهوشنگ فتحی  |
| الهی امشب صبح نشه | نصرالله ریاح‌پور  | بابک رادمنش     | بابک رادمنش     |
| خط قرمز           | نصرالله ریاح‌پور  | عارف ابراهیم‌پور | عارف ابراهیم‌پور |
| پیام              | بامداد جویباری   | عارف ابراهیم‌پور | عارف ابراهیم‌پور |
| ساقی              | حسن دارستانی     | قاسم رئیس‌نژاد   | قاسم رئیس‌نژاد   |
| شیلا              | بابک رادمنش      | بابک رادمنش     | بابک رادمنش     |
| دنیا ز تو سیرم    | ناصر رستگار نژاد | ابراهیم سلمکی   | عارف ابراهیم‌پور |

### ننه نعمت
| نام ترانه               | ترانه‌سرا        | آهنگساز        | تنظیم |
| ----------------------- | --------------- | -------------- | ----- |
| الهوار                  | رضا شمسا        | حسین واثقی     |       |
| وای به دلم اگر بر نگردی | علی ناصری       | اسدالله باقری  |       |
| آوازخوان                | علی ناصری       | اسدالله باقری  |       |
| نگاهت آتیش              | رضا شمسا        | ناصر تبریزی    |       |
| رقص                     | نصرالله ریاح‌پور | یدالله بدر     |       |
| مهر و وفا               | رضا شمسا        | ناصر تبریزی    |       |
| دل آزاد                 | رضا شمسا        | حسین واثقی     |       |
| ننه نعمت                | رضا شمسا        | حسین واثقی     |       |
| ستاره                   | رضا شمسا        | محمود حجازی    |       |
| خطا                     | رضا شمسا        | محمود حجازی    |       |
| نشکن نشکن               | رضا شمسا        | محمود حجازی    |       |
| خوشگله                  | عبدالله الفت    | محمد عبدالصمدی |       |

### خیلی ممنون
| نام ترانه           | ترانه‌سرا        | آهنگساز         | تنظیم           |
| ------------------- | --------------- | --------------- | --------------- |
| الهی امشب صبح نشه   | نصرالله ریاح‌پور | بابک رادمنش     | بابک رادمنش     |
| دختر خوشگل          | رحمان شکوفه‌پور  | عارف ابراهیم‌پور | عارف ابراهیم‌پور |
| ساقی                | حسن دارستانی    | قاسم رئیس‌نژاد   | قاسم رئیس‌نژاد   |
| یادم کن             | فریدون خشنود    | عارف ابراهیم‌پور | عارف ابراهیم‌پور |
| شیلا                | بابک رادمنش     | بابک رادمنش     | بابک رادمنش     |
| می و می‌می و بازم می | بابک رادمنش     | بابک رادمنش     | بابک رادمنش     |
| هم فال و هم تماشا   | ابوالفضل ادبی   | امیرهوشنگ فتحی  | امیرهوشنگ فتحی  |
| با یک تیر دو نشون   | نصرالله ریاح‌پور | امیرهوشنگ فتحی  | امیرهوشنگ فتحی  |
| خط قرمز             | نصرالله ریاح‌پور | عارف ابراهیم‌پور | عارف ابراهیم‌پور |
| هنوز دیر نشده       | بامداد جویباری  | عارف ابراهیم‌پور | عارف ابراهیم‌پور |

### گل کاشتی ۱۳۷۵
| نام ترانه | ترانه‌سرا | آهنگساز    | تنظیم     |
| --------- | -------- | ---------- | --------- |
| زمانه     |          | حسین واثقی | امیر بدخش |
| گل کاشتی  |          | حسین‌واثقی  | امیربدخش  |
| مریم      |          | حسین واثقی | امیر بدخش |
| ایران     |          | حسین واثقی | امیر بدخش |
| مگه می‌شه  |          | حسین واثقی | امیر بدخش |
| فال       |          | حسین واثقی | امیر بدخش |

### ایوالله

آغاسی و سوسن

| نام ترانه        | ترانه‌سرا        | آهنگساز      | تنظیم       |
| ---------------- | --------------- | ------------ | ----------- |
| ایوالله          | منوچهر نوذری    | منوچهر نوذری | ناصر تبریزی |
| نمی‌تونم باور کنم | ایرج جنتی عطائی | حسین واثقی   |             |
| قمار زندگی       | رضا شمسا        | حسین واثقی   |             |
| یکی یک دونه      | رضا شمسا        | ناصر تبریزی  |             |
| گل پونه          | رضا شمسا        | حسین واثقی   |             |
| غم تنهایی        | رضا شمسا        | منوچهر نوذری | ناصر تبریزی |
| خواستگار         | ایرج جنتی عطائی | حسین واثقی   |             |
| نه والا          | رضا شمسا        | حسین واثقی   |             |
| هرکی که مهربونه  | ایرج جنتی عطائی | حسین واثقی   |             |
| چشم آرزو         | بامداد جویباری  | صمد نوریان   |             |
| قول و قرار       | بامداد جویباری  | صمد نوریان   |             |
| دل دیوونه        | رضا شمسا        | حسین واثقی   |             |

### مطرب پیر
| نام ترانه | ترانه‌سرا  | آهنگساز    | تنظیم |
| --------- | --------- | ---------- | ----- |
| اومدم     | علی فخاری | یدالله بدر | بدر   |
| مطرب پیر  | علی فخاری | یدالله بدر | بدر   |
| سنگ‌تراش   | علی فخاری | یدالله بدر | بدر   |
| یادته     | علی فخاری | یدالله بدر | بدر   |
| علی گویم  | علی فخاری | یدالله بدر | بدر   |
| شوق وصال  | علی فخاری | یدالله بدر | بدر   |

### قهر و ناز
| نام ترانه              | ترانه‌سرا         | آهنگساز          | تنظیم            |
| ---------------------- | ---------------- | ---------------- | ---------------- |
| قهر و ناز              | علی ناصری        | ناصر آهنیان مقدم | ناصر آهنیان مقدم |
| روز جمعه               | علی ناصری        | ناصر آهنیان مقدم | ناصر آهنیان مقدم |
| حوری                   | علی ناصری        | ناصر آهنیان مقدم | ناصر آهنیان مقدم |
| بیا بالا               | علی ناصری        | ناصر آهنیان مقدم | ناصر آهنیان مقدم |
| شب چراغ                | علی ناصری        | ناصر آهنیان مقدم | ناصر آهنیان مقدم |
| رسوا                   | علی ناصری        | ناصر آهنیان مقدم | ناصر آهنیان مقدم |
| گندم عشق               | علی ناصری        | ناصر آهنیان مقدم | ناصر آهنیان مقدم |
| آرزوهام رنگ حقیقت گرفت | علی ناصری        | ناصر آهنیان مقدم | ناصر آهنیان مقدم |
| قشنگه                  | جهانبخش مهموری   | ناصر آهنیان مقدم | ناصر آهنیان مقدم |
| کم بیا دنبال من        | رضا شمسا         | ناصر آهنیان مقدم | ناصر آهنیان مقدم |
| ملوان                  | رضا شمسا         | ناصر آهنیان مقدم | ناصر آهنیان مقدم |
| دختر دایی              | رضا شمسا         | ناصر آهنیان مقدم | ناصر آهنیان مقدم |
| سخت نگیر               | نصرالله ریاح‌پور  | ناصر آهنیان مقدم | ناصر آهنیان مقدم |
| شکرت خدایا             | نصرالله ریاح‌پور  | ناصر آهنیان مقدم | ناصر آهنیان مقدم |
| بابا فراشباشی          | جعفر پورهاشمی    | جعفر پورهاشمی    | ناصر آهنیان مقدم |
| به فریادم برس          | نصرالله ریاح‌پور  | ناصر آهنیان مقدم | ناصر آهنیان مقدم |
| هللیوس                 | رضا بهبهانی زاده | رضا بهبهانی زاده | ناصر آهنیان مقدم |
| دلگیر                  | رضا شمسا         | ناصر تبریزی      | ناصر تبریزی      |
| دلم تنگه               | رضا شمسا         | ناصر تبریزی      | ناصر تبریزی      |
| مسافر                  | رضا شمسا         | ناصر تبریزی      | ناصر تبریزی      |
| خورشید تابستون         | نصرالله ریاح‌پور  | ناصر تبریزی      | ناصر تبریزی      |
| آشتی                   | بامداد جویباری   | صمد نوریان       | صمد نوریان       |
| قول و قرار             | بامداد جویباری   | صمد نوریان       | صمد نوریان       |
| باغبون                 | صمد نوریان       | صمد نوریان       | صمد نوریان       |
| دیوونه                 | صمد نوریان       | صمد نوریان       | صمد نوریان       |
| شب که میشه             | جهانبخش مهموری   | کیومرث سلیم پور  | کیومرث سلیم پور  |
| دنیا بی اعتباره        | مسعود هوشمند     | حسین واثقی       | ناصر تبریزی      |
| جشن تولد               | مسعود هوشمند     | حسین واثقی       | ناصر تبریزی      |
| اومده                  | مسعود هوشمند     | حسین واثقی       | ناصر تبریزی      |
| حمومک مورچه داره       | محمدعلی شیرازی   | همایون خرم       | همایون خرم       |
| به به                  | محمدعلی شیرازی   | همایون خرم       | همایون خرم       |
| مبارکه                 | محمدعلی شیرازی   | همایون خرم       | همایون خرم       |
| نفتی                   | محمدعلی شیرازی   | همایون خرم       | همایون خرم       |
| ختنه سوران             | رضا شمسا         | منوچهر گودرزی    | منوچهر گودرزی    |
| عروسیتون مبارک         | رضا شمسا         | ناصر تبریزی      | ناصر تبریزی      |
| دنیا                   | رضا شمسا         | ناصر تبریزی      | ناصر تبریزی      |
| غصه دل                 | مسعود هوشمند     | حسین واثقی       | ناصر تبریزی      |